# Gensingen

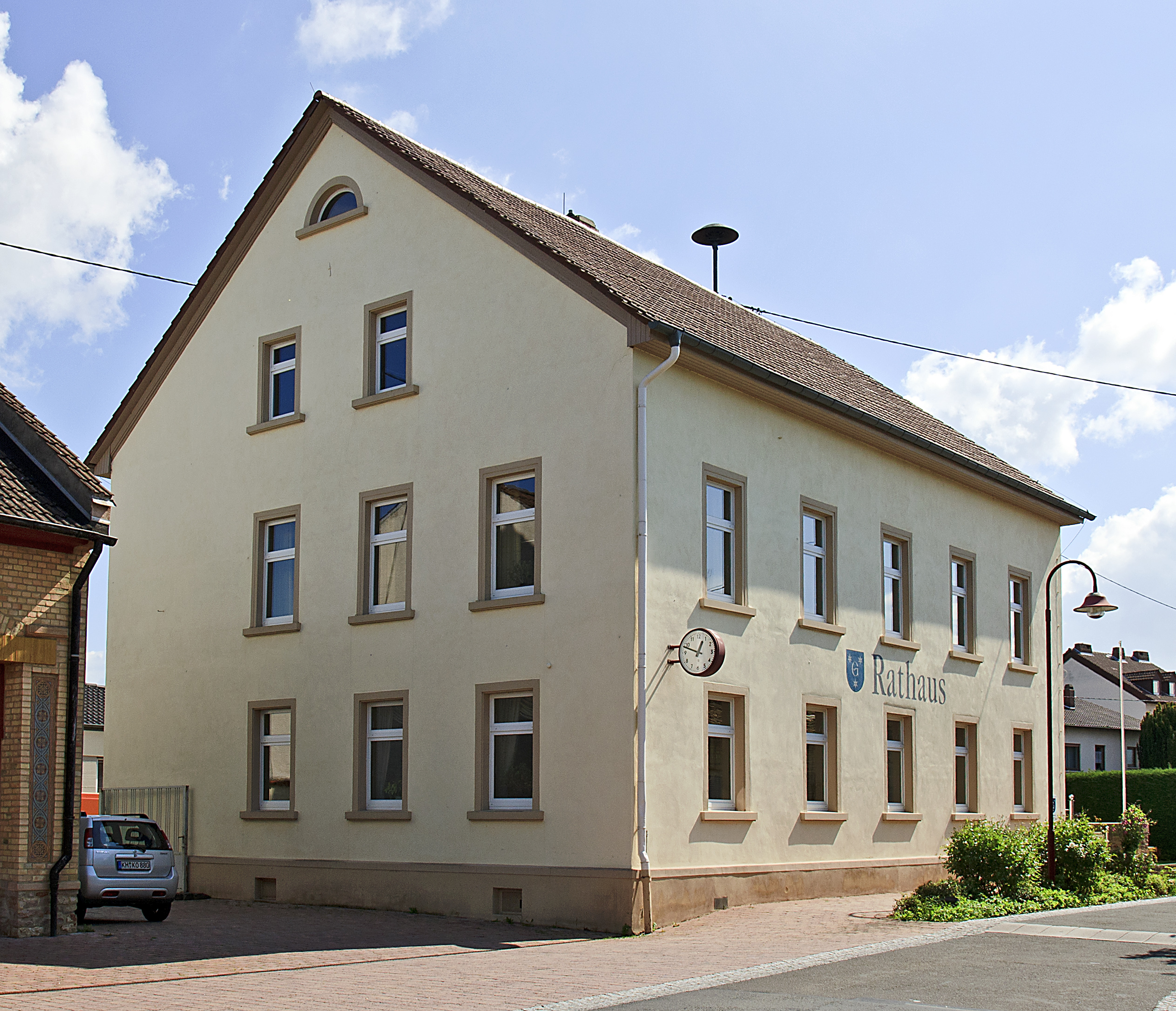
Rathaus

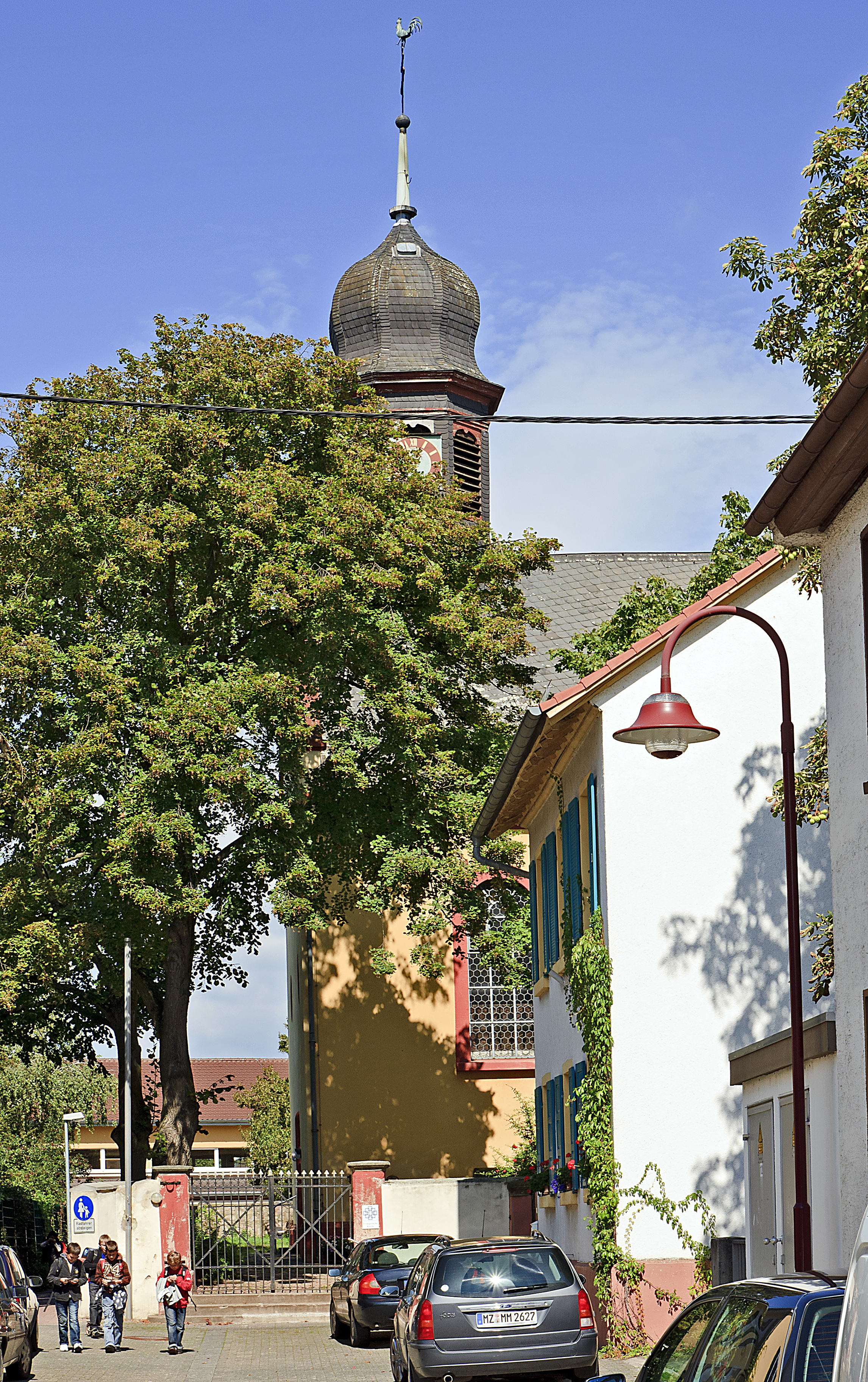
Blick in die Kirchgasse auf die evangelische Kirche

Gensingen ist eine Ortsgemeinde im Landkreis Mainz-Bingen in Rheinland-Pfalz. Sie gehört der Verbandsgemeinde Sprendlingen-Gensingen an, die ihren Verwaltungssitz in der Gemeinde Sprendlingen hat.

## Geographie
Gensingen liegt in Rheinhessen zwischen Mainz und Bad Kreuznach an der Nahe. Zu Gensingen gehören auch die Wohnplätze Rumpfmühle und Auf der Insel.

Nachbargemeinden sind (im Uhrzeigersinn): Grolsheim, Bingen am Rhein, Horrweiler, Welgesheim, Biebelsheim, Bad Kreuznach und Langenlonsheim.

## Geschichte

### Mittelalter und frühe Neuzeit
Die älteste erhaltene Erwähnung des Ortes stammt aus einer Urkunde vom 1. November 768, als Faginolf dem Kloster Lorsch alles schenkte, was er im Nahegau in der Gemarkung Gensingen besaß. Am Ende des Alten Reichs gehörte Gensingen zur Kurpfalz.

### Neuzeit
Nach der Einnahme des linken Rheinufers durch französische Revolutionstruppen wurde die Region 1793 von Frankreich annektiert. 
 Verzögert durch die Koalitionskriege wurde die Annexion erst nach 1797 konsolidiert, Gensingen gehörte ab 1798 zum Département Donnersberg und dem dortigen Kanton Bingen. Gerichtlich war im Bereich des Kantons für die Zivilgerichtsbarkeit das Friedensgericht Bingen zuständig, für die Angelegenheiten der freiwilligen Gerichtsbarkeit bestanden Notariate.
Aufgrund 1815 auf dem Wiener Kongress getroffener Vereinbarungen und eines 1816 zwischen dem Großherzogtum Hessen, Österreich und Preußen geschlossenen Staatsvertrags kam Rheinhessen, und damit auch Gensingen, zum Großherzogtum Hessen, das dieses neu erworbene Gebiet als Provinz Rheinhessen organisierte. Nach der Auflösung der Kantone in der Provinz 1835 lag Gensingen im neu errichteten Kreis Bingen.
Das bis dahin für Gensingen zuständige Friedensgericht Bingen wurde 1879 aufgelöst und durch das Amtsgericht Bingen ersetzt.
Nach dem Zweiten Weltkrieg gehörte die Gemeinde zur französischen Besatzungszone und wurde 1946 Teil des neu gebildeten Landes Rheinland-Pfalz.

### Einwohnerentwicklung
Die Entwicklung der Einwohnerzahl von Gensingen, die Werte von 1871 bis 1987 beruhen auf Volkszählungen:
| Jahr | Einwohner |
| ---- | --------- |
| 1815 | 693       |
| 1835 | 917       |
| 1871 | 982       |
| 1905 | 1.080     |
| 1939 | 1.347     |

| Jahr | Einwohner |
| ---- | --------- |
| 1950 | 1.360     |
| 1961 | 1.443     |
| 1970 | 1.904     |
| 1987 | 2.629     |
| 1997 | 3.040     |

| Jahr | Einwohner |
| ---- | --------- |
| 2005 | 3.424     |
| 2011 | 3.728     |
| 2017 | 4.017     |
| 2023 | 3.924     |

## Politik

### Gemeinderat
Der Gemeinderat in Gensingen besteht aus 20 Ratsmitgliedern, die bei der Kommunalwahl am 9. Juni 2024 in einer personalisierten Verhältniswahl gewählt wurden, und dem ehrenamtlichen Ortsbürgermeister als Vorsitzendem.
Die Sitzverteilung im Gemeinderat:
| Wahl | SPD | CDU | FDP | FWG * | GB ** | Gesamt   |
| ---- | --- | --- | --- | ----- | ----- | -------- |
| 2024 | –   | 6   | 3   | 6     | 5     | 20 Sitze |
| 2019 | 5   | 7   | 2   | 6     | –     | 20 Sitze |
| 2014 | 7   | 7   | 2   | 4     | –     | 20 Sitze |
| 2009 | 7   | 6   | 3   | 4     | –     | 20 Sitze |
| 2004 | 9   | 7   | –   | 4     | –     | 20 Sitze |

### Bürgermeister
René Pieroth wurde am 26. September 2024 Ortsbürgermeister von Gensingen. Bei der Stichwahl am 22. September hatte er sich mit einem Stimmenanteil von 57,4 % durchgesetzt, nachdem bei der Direktwahl am 8. September 2024 keiner der ursprünglich drei Bewerber eine ausreichende Mehrheit erreicht hatte.
Die Direktwahl des Ortsbürgermeisters 2024 fand drei Monate nach den Wahlen in den anderen rheinland-pfälzischen Gemeinden statt. Die eigentlich für den 9. Juni 2024 vorgesehene Direktwahl wurde auf Anordnung der Kommunalaufsicht der Kreisverwaltung Mainz-Bingen verschoben, da die Aufsicht einen erheblichen Verstoß gegen die Wahlvorschriften feststellte, der geeignet sei, das Wahlergebnis wesentlich zu beeinflussen. Der amtierende Ortsbürgermeister hätte in seiner amtlichen Eigenschaft in einem flächendeckend verteilten Handzettel eine Empfehlung für die Wahl eines Kandidaten ausgesprochen und damit gegen die Neutralitätspflicht verstoßen. Dieser leitete Rechtsmittel gegen die Entscheidung der Kommunalaufsicht ein. Nachdem ein Antrag auf Wiederherstellung der aufschiebenden Wirkung des eingelegten Widerspruchs durch das Verwaltungsgericht Mainz abgelehnt wurde, verzichtete die Ortsgemeinde per Ratsbeschluss wegen geringer Erfolgsaussichten auf die weitere Aufrechterhaltung des Widerspruchs.
Pieroths Vorgänger Armin Brendel (FWG) hatte das Amt 20 Jahre inne und kandidierte bei der Wahl 2024 nicht erneut als Ortsbürgermeister.

### Gemeindepartnerschaft
Mit Gensingen ist die französische Gemeinde Pierre-de-Bresse in Burgund durch eine Gemeindepartnerschaft verbunden.

## Kultur und Sehenswürdigkeiten
Die evangelische Kirche mit historischer Stummorgel wurde 1774/1778 erbaut und im Jahr 2000 restauriert. Hier finden regelmäßig Konzerte statt.
Siehe auch: Liste der Kulturdenkmäler in Gensingen

## Wirtschaft und Infrastruktur
Unternehmen in der Gemeinde Gensingen sind der Möbelhersteller Bretz und die Jungpflanzenfirma Kientzler.

### Verkehr
Südlich von Gensingen befindet sich das Ende der vierspurigen Ausbaustrecke der Bundesstraße 41. Diese wird auf die Bundesautobahn 61 geführt. Der zweispurige Teil umgeht die Gemeinde auf einer gemeinsamen Trasse mit der Bundesstraße 50 in Nord-Süd-Richtung.
Westlich ist die Umgehungsstraße über die ca. 4,5 km lange Landesstraße 242 mit der Bundesstraße 48 bei Langenlonsheim auf der linken Naheseite verbunden.
Nach Norden besteht eine Anbindung von der Bundesstraße 41 (alt) zum Dreieck Nahetal, bei dem das westliche Ende der Rhein-Main-Strecke der Bundesautobahn 60 mit der BAB 61 verbunden ist.
Der Haltepunkt Gensingen-Horrweiler liegt an den Bahnstrecken Gau Algesheim–Bad Kreuznach und Worms–Bingen Stadt.

## Persönlichkeiten
- Reinhard Leisenheimer (1939–2014), Sänger und Hochschullehrer
- Peter Paul Nahm (1901–1981), Historiker, Journalist, Staatssekretär (CDU)